# Contournement de Challans
 (avril 2020).
Si vous disposez d'ouvrages ou d'articles de référence ou si vous connaissez des sites web de qualité traitant du thème abordé ici, merci de compléter l'article en donnant les références utiles à sa vérifiabilité et en les liant à la section « Notes et références ».
Le contournement de Challans est une voie rapide qui permet de contourner la ville de Challans en Vendée.

## Le contournement
La rocade a été réalisée principalement en 2×2 voies, une petite partie entre les RD 948 et RD 753 demeure en 2×1 voies.

## Le futur
Il est prévu à terme de boucler la rocade en 2×2 voies en desservant notamment Les Sables-d'Olonne ainsi que Saint-Gilles-Croix-de-Vie. Les travaux sont prévus a plus long terme.